# Os Afro-sambas (1966)
Os Afro-sambas é um álbum de studio de 1966 (que não deveria ser confundido com o álbum do mesmo nome e capa diferente gravado ao vivo) por Baden Powell e Vinícius de Moraes. O álbum ao vivo é classificado como número 29 em uma lista da Rolling Stone Brasil das 100 maiores discos da música brasileira.

## Contexto
Considerando uma bacia hidrográfica (a gravação ao vivo original) em MPB por mistura vários elementos do sonido africano com samba, Os Afro-sambas foi gravado por Baden Powell, Vinícius de Moraes, e Quarteto em Cy em 1966.
Em miado dos anos 60 Vinícius estava fascinando por um LP de músicas de samba de roda com influencias de candomblé da Bahia. Baden Powell também tinha ido para a Bahia e ouviu as canções do baiano candomblé. Com este encantamento mutual com samba e religiosidade encontrado em Bahia, o projeto Afro-sambas surgiu. As oito músicas (11 no show ao vivo) traz uma mistura de instrumentos do candomblé e da umbanda (como atabaques e afoxés) com timbres mais comuns à música brasileira (agogôs, saxofones e pandeiros).
A faixa de abertura, Canto de Ossanha é classificado como número 9 na lista do Rolling Stone Brasil das 100 maiores músicas brasileiras list of 100 greatest Brazilian songs.
Baden Powell realizou em 1990 uma regravação deste álbum, novamente acompanhado pelo Quarteto em Cy, em que basicamente manteve os mesmos arranjos mas procurou obter uma melhor qualidade sonora, uma forma de homenagear o amigo Vinícius, então já falecido.

## Legado
Em uma enquete de 162 especialistas musicais conduzida pelo podcast Discoteca Básica, o álbum classificou em 13º.

## Faixas
Todas as faixas são de autoria conjunta de Baden Powell e Vinícius de Moraes.
1. Canto de Ossanha  - 03:23
2. Canto de Xangô  - 06:28
3. Bocoché  - 02:34
4. Canto de Iemanjá  - 04:47
5. Tempo de amor  - 04:28
6. Canto do Caboclo Pedra-Preta  - 03:39
7. Tristeza e Solidão  - 04:35
8. Lamento de Exu  - 02:16

## Ficha técnica
- Produção e direção artística: Roberto Quartin e Wadi Gebara
- Técnico de gravação: Ademar Rocha
- Contracapa: Vinicius de Moraes
- Fotos: Pedro de Moraes
- Capa: Goebel Wayne
- Arranjos e regência: Maestro César Guerra-Peixe
- Vocais: Vinicius de Moraes, Quarteto em Cy e Coro Misto
- Sax tenor: Pedro Luiz de Assis
- Sax barítono: Aurino Ferreira
- Flauta: Copinha
- Violão: Baden Powell
- Contrabaixo: Jorge Marinho
- Bateria: Reisinho
- Atabaque: Alfredo Bessa, Nelson Luiz
- Bongô: Alexandre Silva Martins
- Pandeiro: Gilson de Freitas
- Agogô: Mineirinho
- Afoxé: Adyr Jose Raimundo